# Соларна електрана Требиње
Соларна електрана Требиње  или  СЕ Требиње  један је од будућих пројекта у електроенергетском систему Републике Српске, по коме је  првобитно планирао инсталисање снаге од 100 MW за просечну годишњу производње од 147,7 GWh. Процењена инвестициона улагања по овом плану  крећу око 134,43  мил. КМ. Касније је овај пројекат ревидиран и планирана је изградња једне СЕ снаге 73  мегавата, и две снаге од по 53 мегавата.

## Положај и избор локације
Соларна електрана Трербиње треба да буде изграђена на локацији Зупци која се налази југоисточно од урбане матрице општине Требиње, на удаљености око 12 км. Приступ овој локацији могућ је са локалног (макадамског) пута Требиње-Убла који се спаја са регионалним путем Р429 Требиње-Херцег Нови. Од регионалног пута  будућа локације електране удаљена је око 2 км.
На избор ове локације да се на њој изгради прва соларна електрана у Републици Српској утицала је чињеница да Град Трербиње има око 260 сунчаних дана у години, и да спада у најсунчаније градове на Балкану. Снег у Требињу је права реткост, а и када падне задржи се само неколико часова.

## Предуслови
Законом о енергетици Републике Српске уређена је основе енергетске политике Републике Српске, а доношењем Стратегије развоја енергетике, планова, програма и других аката за њено спровођење, покренута су и  основна питања везано за регулисање и обављање енергетске делатности, коришћењем обновљивих извора енергије и услови за остваривање енергетске ефикасности. Овим законом прописано је да је коришћење обновљивих извора енергије и ефикаснe когенерацијe у Републици Српској од општег интереса за Републику.
Циљ овог закона и Стратегије РС је:
- промовисања и подстицања производње и потрошње електричне и топлотне енергије из  обновљивих извора енергије,

- остваривање енергетске политике у погледу постизања обавезујућих циљева учешћа енергије из  обновљивих извора енергије у односу на бруто финалну потрошњу енергије у Републици Српској,
- допринос заштити животне средине,

- подршка реализацији циљева за ублажавање климатских промена,

- допринос одрживом развоју,

- рационалније коришћење примарних извора енергије,

- повећање сигурности снабдевања енергијом,

- побољшање диверсификације извора и сл.[3]

## Опште информације
У Босни и Херцеговини постоји 499 соларних електрана, и то:
- 383 у Федерацији БиХ

- 116 у Републици Српској,  малих електрана  за које је остварено право на подстицај, и које су у 2016. години планирале производњу од 3,71 GWh. Док су остале електране које су радиле за своје потребе   планирале производњу од 0,60 GWh.[5]

Све соларне електране у Федерацији БиХ су у приватном власништву, као и већина у РС.
Број електрана лиценцираних од ФЕРК-а је 362, док су остале електране изграђене за властите потребе. 
Од 2015. године соларне електране које имају дозволу за рад и повећале су производњу енергије и она је 2015. године износила 5.221 мегават, до 2020. године нарасла је на 33.194 мегавата. У прва четири месеца 2021. године ове електране произвеле су 12.577 мегавата електричне енергије. Регулаторне агенције за енергетику у Федерацији БиХ саоптила је да је годишња производња соларних електрана које се користе за сопствене потребе износи 4,4 мегавата.
У наредном периоду Електропривреда Републике Српске планира изградњу три соларне електране на подручју Требиња, и то:
- Требиње 1, снаге 73 мегавата,  која ће бити највећа соларна електрана на Балкану

- Требиње 2 снаге 53 мегавата

- Требиње 3 снаге  53 мегавата.

Европска банка за обнову и развој (ЕБРД) заинтересована је за подршку изградњи соларне електране Требиње 1, првог таквог пројекта Електропривреде Републике Српске (ЕРС).
Соларна електрана Требиње 1, планираног капацитета 73 MW и пројектоване годишње производње од 108,7 GWh део је десетогодишњег плана ЕРС за изградњу обновљивих електрана укупног капацитета 1 GW. 
ЕРС је 2020. године добио концесију на 50 година за Требиње 1, а вредност инвестиције процењена је на око 52 милиона евра.
У току су активности на обезбјеђењу потребних дозвола и сагласносни у складу са законском регулативом у Републици Српској.